# Ne parliamo lunedì
Pour plus de détails, voir Fiche technique et Distribution.
Ne parliamo lunedì est un film italien réalisé par Luciano Odorisio, sorti en 1990, avec Elena Sofia Ricci, Andrea Roncato et Sebastiano Nardone dans les rôles principaux.

## Synopsis
Nico (Sebastiano Nardone) et sa femme Alba (Elena Sofia Ricci) sont les propriétaires du Motel Nevada, un petit hôtel de campagne, avec une station-service incluse géré par leur employé, Giogiò (Francesco Scali (it)). Faute de clients, le couple vivote entre problèmes financiers et jeux érotiques. Pour résoudre leurs problèmes d'argent, Nico demande de l'aide à Marcello (Andrea Roncato), le propriétaire d'une émission de radio, dans le but de faire de la publicité à son établissement. Alba et Marcello entame alors une liaison, puis Alba décide d'éliminer Nico afin de vivre avec Marcello. Ce dernier, bien qu'en désaccord avec cette idée, finit par l'accepter. Alors qu'il se présente à l'hôtel pour faire disparaître Nico, il le trouve mort. Les problèmes commencent alors.

## Fiche technique
- Titre : Ne parliamo lunedì
- Titre original : Ne parliamo lunedì
- Réalisation : Luciano Odorisio
- Scénario : Luciano Odorisio, Franco Marotta et Laura Toscano
- Photographie : Carlo Cerchio
- Montage : Carlo Bartolucci
- Musique : Luigi Ceccarelli
- Décors : Massimo Corevi (it)
- Costumes : Gianna Gissi (it)
- Producteur : Augusto Caminito
- Société de production : Scena International et Reteitalia
- Pays d'origine :  Italie
- Langue : Italien
- Format : Couleur
- Genre : Comédie noire et comédie érotique
- Durée : 100 minutes
- Dates de sortie : 
  -  Italie : octobre 1989 (Incontri Internazionali del Cinema di Sorrento)
  -  Italie : 2 février 1990

## Distribution
- Andrea Roncato : Marcello
- Elena Sofia Ricci : Alma
- Sebastiano Nardone : Nico
- Francesco Scali (it) : Giogiò
- Roberto Della Casa (it) : le glacier

## Distinctions

### Prix
- David di Donatello de la meilleure actrice en 1990 pour Elena Sofia Ricci.
- Ciak d'oro de la meilleure actrice en 1990 pour Elena Sofia Ricci.

### Nomination
- Ruban d'argent de la meilleure actrice en 1991 pour Elena Sofia Ricci.